# Chiesa di Maria Santissima Immacolata (Acquafredda)
La chiesa di Maria Santissima Immacolata è la chiesa patronale di Acquafredda, frazione del comune di Maratea. Si trova nella piazzetta dedicata a Francesco Saverio Nitti.

## Storia
Probabilmente la struttura originale consisteva in una cappella costruita a metà del XVIII secolo. 
Nel 1833 venne ampliata in forma di chiesa. 
Nel 1910 venne eretta a vicaria perpetua della parrocchia di Santa Maria Maggiore di Maratea. Dal 1954 è sede di parrocchia propria.

## Descrizione
Sopra l'entrata si vede un dipinto su piastrelle della Madonna Immacolata.
L'unica navata, decorata in stile romano, è ritmata da archi longitudinali nelle pareti laterali sormontati da un cornicione decorato. Al centro della volta si trova un affresco della Madonna Immacolata, mentre in cima alle colonne del presbitero si trovano affreschi dei quattro Evangelisti, opere queste del XIX secolo. Sulla parete sinistra si trovano una statua della Madonna Addolorata del XVIII secolo, un dipinto di San Biagio e una statuina di Sant'Anna e la Vergine del XIX secolo. 
Sulla parete destra della navata, dove sotto l'altare di San Biagio riposano le spoglie del patriota Costabile Carducci, si trova una statua della Madonna del Carmine del 1897; entrando, a destra, c'è l'altare con la statua di Sant'Antonio di Padova. 
Il grande altare maggiore, del XVIII-XIX secolo, in marmo bianco misto a marmi policromi, contiene uno sportello del tabernacolo in oro, sotto l'altare c'è la fossa comune dei bambini (mentre in sagrestia c'è quella degli adulti). Sopra l'altare, in una nicchia decorata, si trova una statua della Madonna Immacolata del XVIII secolo. Sotto l'altare di San Giuseppe, invece, sono sepolti i sacerdoti. Degno di nota è anche l'organo in legno dipinto del XIX secolo. 
Da notare, entrando a sinistra, il fonte battesimale con una pregevole porticina dipinta raffigurante il Battesimo di Gesù.